# ムーア郡 (テネシー州)
座標: 北緯35度28分 西経86度36分 / 北緯35.467度 西経86.600度
ムーア郡（ムーアぐん、英: Moore County）は、アメリカ合衆国のテネシー州にある郡。郡庁所在地はリンチバーグ (Lynchburg)で、2000年国勢調査時の人口は5740人であった。
隣接するコフィー郡、フランクリン郡とトゥラホーマ小都市統計地域（小都市圏）を構成している。

## 地理
国勢調査局によると、この郡の総面積は338平方キロ（130平方マイル）で、うち335平方キロ（129平方マイル）が陸地、総面積の0.93%にあたる3平方キロ（1平方マイル）が水域となっている。
隣接する郡
- コーフィ郡（北東）
- フランクリン郡（南東）
- リンカーン郡（南西）
- ベッドフォード郡（北西）

## 人口動態
2000年の国勢調査時点で、この郡には5740人、2211世帯、1686家族が暮らしている。人口密度は1平方キロあたり17人で、平方マイルに換算すると44人となる。住居数は2515軒で、1平方キロに平均8軒（1平方マイルあたりでは20軒）が建っていることになる。住民のうち白人は95.84%、アフリカ系は2.72%、ネイティブ・アメリカンは0.19%、アジア系は0.14%、その他の人種は0.51%を、混血は0.61%を、ヒスパニック（ラテン系）は0.78%を占める。

2000年国勢調査の結果をもとに作成した郡の人口ピラミッド

2211世帯のうち30.7%は18歳未満の子供と暮らしており、65.1%は夫婦で生活している。7.6%は未婚の女性が世帯主であり、23.7%は家族以外の住人と同居している。21.4%が独り身世帯で、11.1%を独居老人の世帯が占める。1世帯あたりの平均構成人数は2.55人、家庭の平均構成人数は2.95人である。
住民のうち23.3%が18歳未満の未成年、8.4%が18歳以上24歳以下、26.5%が25歳以上44歳以下、26.3%が45歳以上64歳以下、15.5%が65歳以上となっており、平均年齢は40歳である。女性100人に対して男性が98.1人いる一方、18歳以上の女性100人に対しては97.8人いる。
一世帯あたりの平均収入は3万6591米ドルで、家族ごとでは4万1484米ドルである。男性の平均収入は3万1559米ドル、女性の平均収入は2万987米ドルで、労働者でない人々も含めた住民一人当たりの収入は1万9040米ドルとなる。総人口の9.6%、家族の7.8%、18歳未満の子供の11.7%、および65歳以上の高齢者の12.1%は貧困線以下の収入で生計を立てている。

## 経済
世界規模でテネシー・ウイスキーを展開するジャックダニエルの本社所在地（創業地）だが、1920年から1933年の禁酒法実施期間中に禁酒郡となった。

## 都市
- リンチバーグ (en:Lynchburg, Tennessee)